# 救難消防車

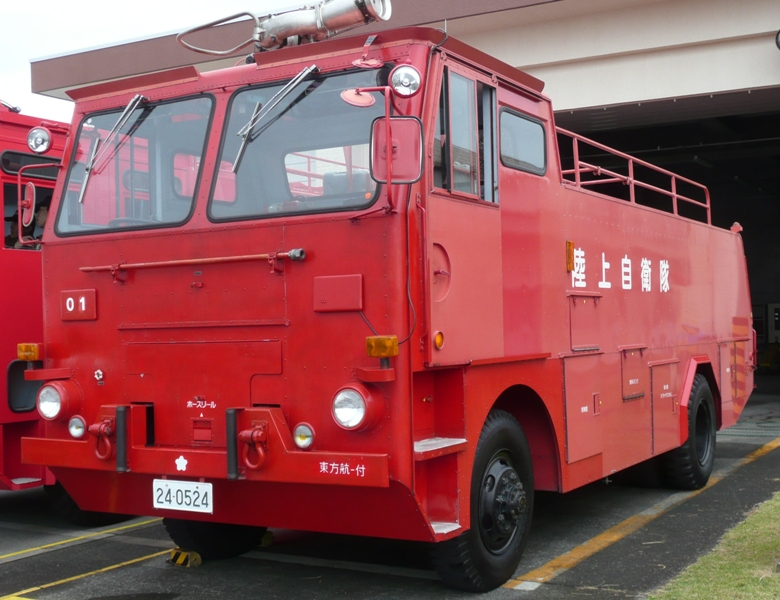
救難消防車（I型）

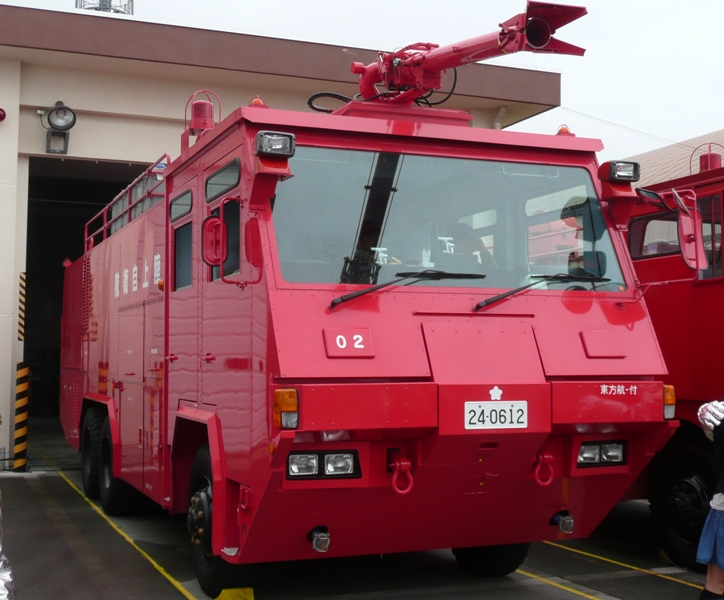
救難消防車II型

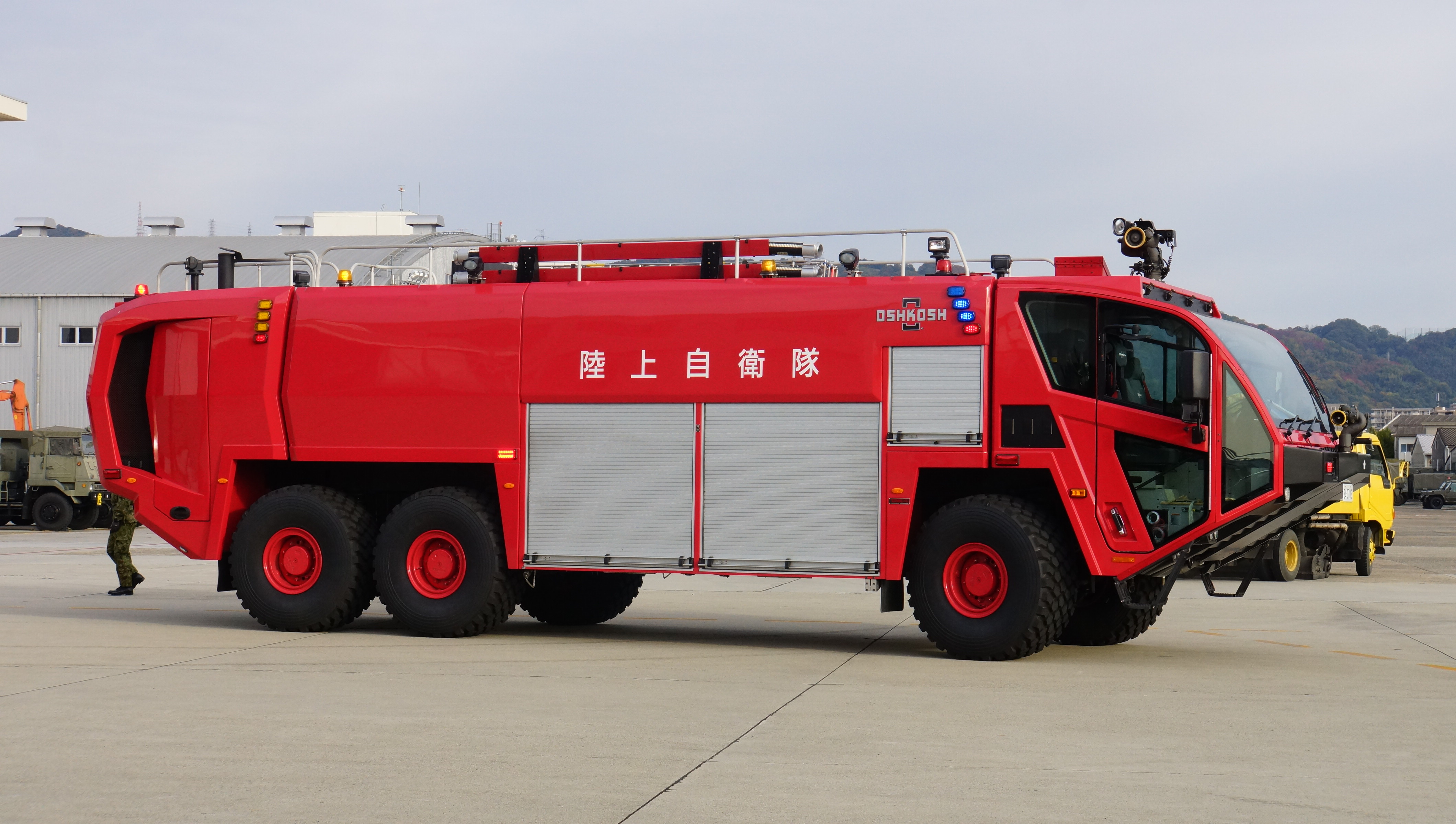
救難消防車IB型
（グローバル・ストライカー、オシュコシュ社製）

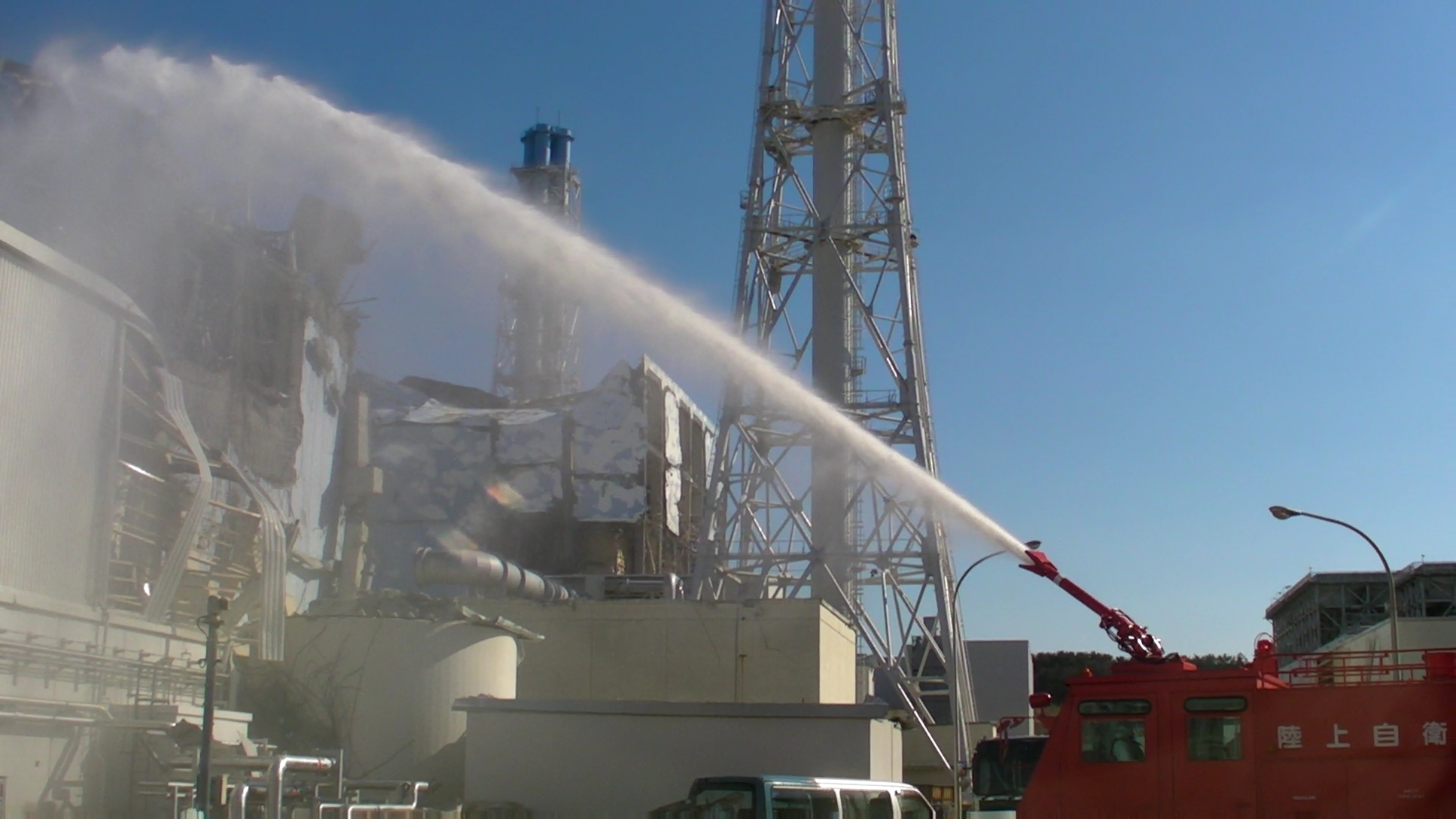
福島第一原子力発電所事故での使用済み核燃料プールへの放水作業（2011年3月）

救難消防車（きゅうなんしょうぼうしゃ）は、陸上自衛隊が装備する空港用化学消防車の名称。駐屯地飛行場での航空事故（主にヘリコプター）において、火災を消し止めて搭乗員を救出する救難用の車両である。
従来の倍以上の水槽を装備した救難消防車II型が登場しており、従来型は救難消防車I型とも呼称されている。II型は2011年福島第一原子力発電所事故での放水にも出動した（福島第一原子力発電所事故の経緯#3月17日参照）
2013年頃より、アメリカのオシュコシュ社製グローバル・ストライカーが輸入され、5000L級救難消防車IB型として配備が始まっている。救難消防車IB型は救難消防車Ⅱ型とともに陸上自衛隊だけでなく、航空自衛隊や海上自衛隊でも運用されている。

## 諸元
- 全高：3,350mm
- 全長：8,160mm
- 全幅：2,495mm
- 最高速度：約100km/h
- 出力：310ps
- 全備重量：8,980kg
- タンク容量：約1,900L(水)、約120L(化学剤)
- 噴射時間(化学剤)：約3分
- 化学剤到達距離：約40m

## 製作
- 車体：東急車輛製造
- シャーシ：日産ディーゼル（当時、現「UDトラックス」）
- 発泡装置：深田工業
- 加温装置：五光製作所
- ポンプ装置：ジーエムいちはら工業

### オシュコシュ社製グローバル・ストライカー：
第一実業株式会社が輸入し、日本機械工業株式会社において国内仕様に改修、販売している。
諸元：水タンク容量：7,600ℓ　放水量：4,700L/min　乗車人数：5名